# Альберт II (король Бельгии)
Альбе́рт II Бельги́йский (нидерл. Albert II van België, фр. Albert II de Belgique; род. 6 июня 1934, Брюссель) — король Бельгии в 1993—2013 годах из Саксен-Кобург-Готской династии.

## Биография
Альберт Феликс Умбер Теодор Кристиан Эжен Мари, принц Льежский — младший сын Леопольда III и Астрид Шведской; когда Альберту был год, его мать погибла в автомобильной катастрофе. Наследовал престол в 1993 году после кончины бездетного старшего брата Бодуэна I.
Альберт учился в Швейцарии, в частной школе Institut Le Rosey, окончил военно-морское училище в Брюгге. Имеет звание генерал-лейтенанта и вице-адмирала ВМС Бельгии. С 1962 года — почетный президент Бельгийского бюро внешней торговли.
С 1958 года — президент Бельгийского общества Красного Креста, президент Олимпийского комитета и Межфедеративного комитета Бельгии, член Сената бельгийского парламента. В 1958—1964 годах был членом Международного олимпийского комитета.
3 июля 2013 года Альберт II объявил, что в день национального праздника Бельгии 21 июля отречётся от престола в пользу старшего сына принца Филиппа.
21 июля 2013 года после торжественной мессы Альберт II подписал акт отречения от престола в пользу своего сына Филиппа. После отречения сохранил титул короля. 6 июня 2018 года стал самым долгоживущим монархом в истории Бельгии.

## Семья
2 июля 1959 года в Брюсселе Альберт женился на донне Паоле Маргарите Марии Антонии Руффо ди Калабриа (родилась 11 сентября 1937 года). У королевской четы трое детей:
- Филипп (родился 15 апреля 1960) — с 1993 года наследник престола, с 21 июля 2013 года король Бельгии, женат на Матильде д’Удекем д’Акоз, имеют четверых детей:
  - Елизавета, герцогиня Брабантская (родилась в 2001) — первая в очереди наследования трона Бельгии;
  - Габриэль (родился в 2003);
  - Эммануэль (родился в 2005);
  - Элеонора (родилась в 2008);
- Астрид (родилась 5 июня 1962) — супруга австрийского эрцгерцога Лоренца, имеет пятерых детей:
  - Амедео (родился 1986)
  - Мария Лаура (родилась в 1988)
  - Иоахим (родился в 1991)
  - Луиза Мария (родилась в 1995)
  - Летиция Мария (родилась в 2003)
- Лоран (родился 19 октября 1963) — женат на Клэр Кумбс, имеют троих детей:
  - Луиза (родилась в 2004);
  - Николай Бельгийский[англ.] (родился в 2005);
  - Эймерик Бельгийский[англ.] (родился в 2005).

Также имеет внебрачную дочь — Дельфин Боэль (родилась в 1968), художник из Брюсселя. В сентябре 2020 года, по решению верховного-апелляционного суда Бельгии, отсудила и получила право на титул. Теперь она и её дети носят официальный титул принцесса/принц и именуются её и его высочество.

## Династические связи
Происходит из знатного германского рода Саксен-Кобургов, правящего в Бельгии с момента основания независимого Бельгийского королевства — с 1831 года, когда на престол только что образованного государства был приглашен сын герцога Франца Саксен-Кобург-Заальфельдского Леопольд (впоследствии — король Леопольд I).
Нынешний король Бельгии находится в родстве с бывшей королевой Великобритании Елизаветой II, которая также происходит из этого рода. Британские короли, начиная с Эдуарда VII, являются потомками мужа королевы Виктории Альберта Саксен-Кобург-Готского, однако династическая фамилия изменена на «Виндзор» в 1917 году в связи с Первой мировой войной. Также король Альберт связан родственными узами с бывшим царём, а затем премьер-министром Болгарии Симеоном II (он же Симеон Сакскобургготский), сыном царя Бориса III и внуком царя Фердинанда I, бывшего до 1887 года офицером Австро-Венгерской армии и происходящего из того же рода.

## Сокращение королевского бюджета
В ноябре 2009 года бельгийское правительство во главе с Херманом ван Ромпёем решило в связи с экономическим кризисом уменьшить ежегодные расходы на содержание королевской семьи. Однако, по мнению некоторых экспертов, такая мера противоречит конституции страны.

## Награды
| Страна  | Дата                          | Награда                           | Награда                           | Литеры |
| ------- | ----------------------------- | --------------------------------- | --------------------------------- | ------ |
| Бельгия | 9 августа 1993 — 21 июля 2013 | Суверен ордена Леопольда I        | Суверен ордена Леопольда I        |        |
| Бельгия | 9 августа 1993 — 21 июля 2013 | Суверен ордена Африканской звезды | Суверен ордена Африканской звезды |        |
| Бельгия | 9 августа 1993 — 21 июля 2013 | Суверен Королевского ордена Льва  | Суверен Королевского ордена Льва  |        |
| Бельгия | 9 августа 1993 — 21 июля 2013 | Суверен ордена Короны             | Суверен ордена Короны             |        |
| Бельгия | 9 августа 1993 — 21 июля 2013 | Суверен ордена Леопольда II       | Суверен ордена Леопольда II       |        |

| Страна            | Дата вручения                 | Награда                                                                   | Награда                                                                   | Литеры  |       |
| ----------------- | ----------------------------- | ------------------------------------------------------------------------- | ------------------------------------------------------------------------- | ------- | ----- |
| Ватикан           | 1998                          | Рыцарь цепи ордена Святого Гроба Господнего Иерусалимского                | Рыцарь цепи ордена Святого Гроба Господнего Иерусалимского                | GCVO    |       |
| Великобритания    | 1998                          | Кавалер Большого креста Королевского Викторианского ордена                | Кавалер Большого креста Королевского Викторианского ордена                | GCVO    |       |
| Германия          | 16 марта 2009                 | Кавалер Большого креста специального класса ордена «За заслуги перед ФРГ» | Кавалер Большого креста специального класса ордена «За заслуги перед ФРГ» | GCVO    |       |
| Латвия            | 2002                          | Кавалер Большого креста ордена Трёх звёзд                                 | Кавалер Большого креста ордена Трёх звёзд                                 | GCVO    |       |
| Люксембург        | 2004                          | Кавалер ордена Золотого льва Нассау                                       | Кавалер ордена Золотого льва Нассау                                       | GCVO    |       |
| Мальтийский орден | 2004                          | Кавалер Большого креста чести и преданности                               | Кавалер Большого креста чести и преданности                               | GCVO    |       |
| Нидерланды        | 2004                          | Кавалер Большого креста ордена Нидерландского льва                        | Кавалер Большого креста ордена Нидерландского льва                        | GCVO    |       |
| Нидерланды        | 2004                          | Кавалер Большого креста ордена Оранских-Нассау                            | Кавалер Большого креста ордена Оранских-Нассау                            | GCVO    |       |
| Финляндия         | 1996                          | Кавалер Большого креста ордена Белой розы                                 | Кавалер Большого креста ордена Белой розы                                 | [ 6 ]   |       |
| Монако            | 1957                          | Кавалер Большого креста ордена Святого Карла                              | Кавалер Большого креста ордена Святого Карла                              | [ 7 ]   |       |
| Австрия           | 1958                          | Большая почётная звезда «За заслуги перед Австрийской Республикой»        | Большая почётная звезда «За заслуги перед Австрийской Республикой»        | [ 7 ]   |       |
| Марокко           | 1960                          | Кавалер Большой ленты ордена Трона                                        | Кавалер Большой ленты ордена Трона                                        | RSerafO |       |
| Норвегия          | 1964                          | Кавалер Большого креста на цепи ордена Святого Олафа                      | Кавалер Большого креста на цепи ордена Святого Олафа                      | RSerafO |       |
| Швеция            | 31 марта 1966                 | Рыцарь ордена Серафимов                                                   | Рыцарь ордена Серафимов                                                   | RSerafO |       |
| Дания             | 1968                          | Рыцарь ордена Слона                                                       | Рыцарь ордена Слона                                                       | RE      |       |
| Дания             | 1968                          | Рыцарь Большого креста ордена Даннеброг                                   | Рыцарь Большого креста ордена Даннеброг                                   | SK      |       |
| Испания           | 15 ноября 1977                | Кавалер Большого креста ордена Карлоса III                                | Кавалер Большого креста ордена Карлоса III                                | GCCA    |       |
| Португалия        | 11 декабря 1985               | Кавалер Большого креста ордена Ависса                                     | Кавалер Большого креста ордена Ависса                                     | GCCA    |       |
| Испания           | 16 сентября 1994              | Рыцарь ордена Золотого руна                                               | Рыцарь ордена Золотого руна                                               | GCCA    |       |
| Япония            | 22 октября 1996               | Кавалер цепи ордена Хризантемы                                            | Кавалер цепи ордена Хризантемы                                            | GCCA    |       |
| Италия            | 12 мая 1998                   | Большой крест декорированный лентой                                       | ордена «За заслуги перед Итальянской Республикой»                         | GCCA    |       |
| Италия            | 29 октября 1973 — 12 мая 1998 | Большой крест                                                             | ордена «За заслуги перед Итальянской Республикой»                         | GCCA    |       |
| Польша            | 10 мая 1999                   | Кавалер ордена Белого орла                                                | Кавалер ордена Белого орла                                                | GCCA    |       |
| Португалия        | 13 декабря 1999               | Кавалер цепи ордена Инфанта дона Энрике                                   | Кавалер цепи ордена Инфанта дона Энрике                                   | GColIH  |       |
| Венгрия           | 2002                          | Кавалер Большого креста на цепи ордена Заслуг                             | Кавалер Большого креста на цепи ордена Заслуг                             | GColIH  |       |
| Болгария          | 2003                          | Кавалер ордена «Стара планина» с лентой                                   | Кавалер ордена «Стара планина» с лентой                                   | GColIH  |       |
| Марокко           | 5 октября 2004                | Кавалер специального класса ордена Мухамадийя                             | Кавалер специального класса ордена Мухамадийя                             | GColIH  |       |
| Литва             | 16 марта 2006                 | Кавалер цепи ордена Витаутаса Великого                                    | Кавалер цепи ордена Витаутаса Великого                                    | GColIH  |       |
| Латвия            | 19 апреля 2007                | Кавалер Большого креста ордена Трёх звёзд с целью                         | Кавалер Большого креста ордена Трёх звёзд с целью                         | GColIH  | [ 9 ] |
| Словакия          | 23 октября 2008               | Кавалер ордена Двойного белого креста 1 класса                            | Кавалер ордена Двойного белого креста 1 класса                            |         | [ 9 ] |
| Эстония           | 5 июня 2008                   | Цепь ордена Креста земли Марии                                            | Цепь ордена Креста земли Марии                                            | [ 10 ]  |       |
| Румыния           | 2009                          | Кавалер цепи ордена Звезды Румынии                                        | Кавалер цепи ордена Звезды Румынии                                        | [ 10 ]  |       |

| Страна         | Дата вручения | Награда                                                | Награда                                                | Литеры |
| -------------- | ------------- | ------------------------------------------------------ | ------------------------------------------------------ | ------ |
| Дом Габсбургов | 1961          | Рыцарь ордена Золотого руна                            | Рыцарь ордена Золотого руна                            |        |
| Дом Бурбонов   | 1980          | Рыцарь ордена Святого Михаила                          | Рыцарь ордена Святого Михаила                          |        |
| Савойский дом  | 1984          | Рыцарь Высшего ордена Святого Благовещания             | Рыцарь Высшего ордена Святого Благовещания             |        |
| Савойский дом  | 1984          | Рыцарь Большого креста ордена Святых Маврикия и Лазаря | Рыцарь Большого креста ордена Святых Маврикия и Лазаря |        |